# Australasian Championships 1919
| ◄ Australasian Championships 1919 ►                                                                                       | ◄ Australasian Championships 1919 ► |
| --- | ----------------------------------- |
| Datum: | 19. Januar – 24. Januar 1919        |
| Auflage: | 12. Australasian Championships      |
| Ort: | Sydney                              |
| Belag: | Rasen                               |
| Titelverteidiger |                                     |
| Herreneinzel: | Gordon Lowe                         |
| Herrendoppel: | Horace Rice Clarence Todd           |
| Sieger |                                     |
| Herreneinzel: | Algernon Kingscote                  |
| Herrendoppel: | Pat O’Hara Wood Ronald Thomas       |
| Grand Slams 1919 |                                     |
| - Australasian Championships - Französische Tennismeisterschaften - Wimbledon Championships - U.S. National Championships |                                     |

Die 12. Australasian Championships waren ein Tennis-Rasenplatzturnier der Klasse Grand Slam, das von der ILTF veranstaltet wurde. Es fand vom 19. bis 24. Januar 1919 in Sydney, Australien statt.
Titelverteidiger waren im Einzel Gordon Lowe und im Doppel Horace Rice und Clarence Todd.